# Bronzes de Benín
Els bronzes de Benín són una col·lecció formada per més de 1.000 peces commemoratives que provenen del palau reial del Regne de Benín. Van ser creades pels pobles edo des del segle xiii, i els britànics se'n van apoderar de la majoria el 1897. 200 d'aquestes es van dur al Museu Britànic, mentre que la resta es van repartir entre altres museus. Actualment una part encara es troba al Museu Britànic, a la sala 25 (secció d'Àfrica). Altres parts se'n troben als Estats Units i Alemanya, entre d'altres.
Els bronzes de Benín van fer augmentar l'apreciació d'Europa per la cultura africana i l'art tribal. Inicialment, als europeus del segle xix, els semblava impossible i increïble que gent que consideraven tan primitiva i salvatge fos responsable de la creació d'objectes tan desenvolupats. Fins i tot, es va arribar a la conclusió que havien après el coneixement dels portuguesos. Tanmateix, ara se sap que els bronzes es feien a Benín des del segle xiii, i que bona part de les col·leccions daten dels segles xv i xvi. Es creu que els dos períodes daurats en la creació de bronzes són el regnat d'Esigie (~1550) i el d'Eresonye (1735-50).  Estan fetes utilitzant la tècnica de cera perduda, i es considera que són de les millors escultures fetes d'aquesta forma.
Encara que comunament s'anomenen els bronzes de Benín, no totes les peces ho són, d'aquest material. També n'hi ha que estan fetes de llautó, o amb una barreja de bronze i llautó; fins i tot n'hi ha de fusta, ceràmica, ivori, etc. (vegeu secció Tècnica).

## Antecedents

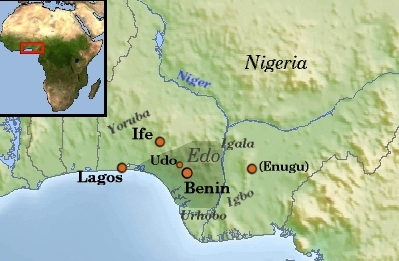
Extensió dels pobles edo

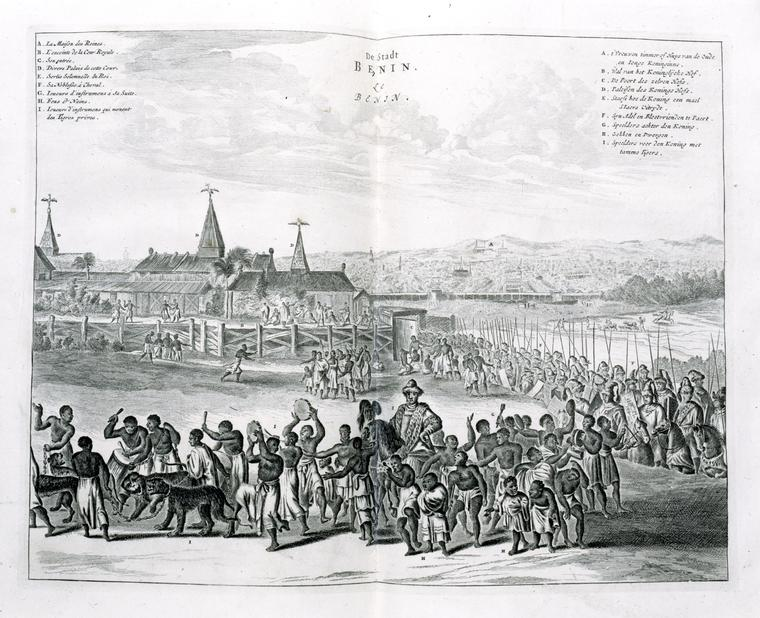
La ciutat de Benín l'any 1686, amb loba

El Regne de Benín, que entre els segles XIV i XIX va ocupar el territori de l'actual Nigèria, va ser molt ric en escultures realitzades amb materials diversos, com ara ferro, bronze, fusta, ivori o terracota. S'han conservat força obres petites de copes o calzes tallats en ivori realitzats pels bini (una ètnia ioruba) de la costa de Nigèria. Durant el segle xviii, es van recollir poques peces i només va ser a començaments del segle xix, quan es va iniciar la colonització, i per mitjà principalment dels missioners, que van anar arribant obres a Europa, que eren vistes com a simples curiositats dels cultes «pagans».
Així, les primeres peces que realment van cridar l'atenció van ser les trameses per l'exèrcit britànic a Londres, el 1897, després de la seva expedició punitiva contra el Regne de Benín. Es tractava d'un tresor format per escultures de bronze i ivori, entre les quals destacaven caps de reis, figures de lleopard, campanes i un gran nombre de plaques amb alt relleu, totes realitzades amb sorprenent mestratge, amb la tècnica de la cera perduda. Més tard, l'any 1910, l'investigador alemany Leo Frobenius va realitzar una expedició a l'Àfrica amb el propòsit de recollir peces d'art africà per als museus del seu país. L'espoli va ser tan gran que actualment a Nigèria només queden unes cinquanta peces, mentre que entre les col·leccions europees i els Estats Units sumen unes 2.400 en total.
A l'Àfrica tropical, al centre del continent, es va desenvolupar aviat la tècnica de la cera perduda per a les petites escultures de bronze, com atesten les troballes de Benín. Quan un rei moria, el seu successor manava fer un cap en bronze. N'hi ha prop de cent seixanta, i els més antics provenen segurament del segle xii. L'oba monopolitzava els materials més difícils d'obtenir, com ara l'or, els ullals d'elefant o el bronze. Aquests reis van fer possibles els esplèndids bronzes de Benín; d'aquesta manera les corts reials van contribuir de manera definitiva a l'art negre. L'any 1939, es van descobrir caps molt similars als de Benín a la ciutat santa dels iorubes, Ife, i es van datar dels segles xiv i xv. Això va confirmar la tradició de Benín, que havien estat artistes d'Ife els qui els havien ensenyat les tècniques del bronze. La sorpresa va sorgir quan aquestes es van datar de forma inequívoca en aquells segles: això volia dir que eren anteriors al Perseu de Benvenuto Cellini de mitjan segle xvi, obra mestre del bronze renaixentista feta amb la tècnica de la cera perduda.
La més antiga evidència de la tècnica de la cera perduda prové de la Cultura de Varna (Bulgària) fa uns 6.500 anys. A l'antic Egipte es van fer escultures amb aquesta mateixa tècnica, i es transmeteren a la civilització greconubiana.

## Història

### Esdeveniments del 1897

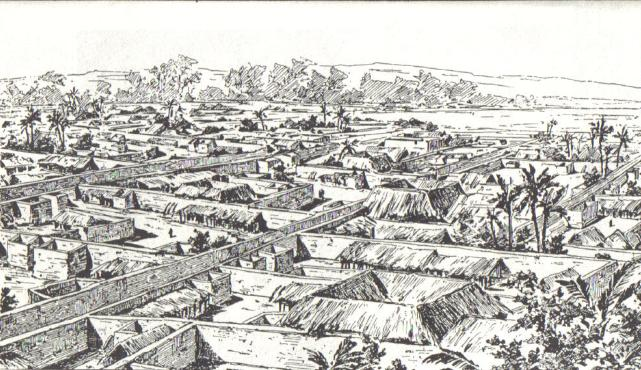
Dibuix de la ciutat de Benín el 1897, fet per un oficial britànic

El vicecònsol general James Philips, juntament amb sis altres oficials anglesos, dos comerciants, intèrprets, i dos-cents quinze carriers van posar-se en marxa cap a Benín. Els havien informats que tenien previst de fer una visita, però havien contestat que s'havien d'esperar, ja que estaven fent uns rituals, i que cap estranger podia entrar a la ciutat de Benín. Tanmateix, ho van ignorar i van continuar l'expedició. Mentre estaven de camí, van ser emboscats per guerrers al sud de la ciutat. Només van sobreviure dos europeus.

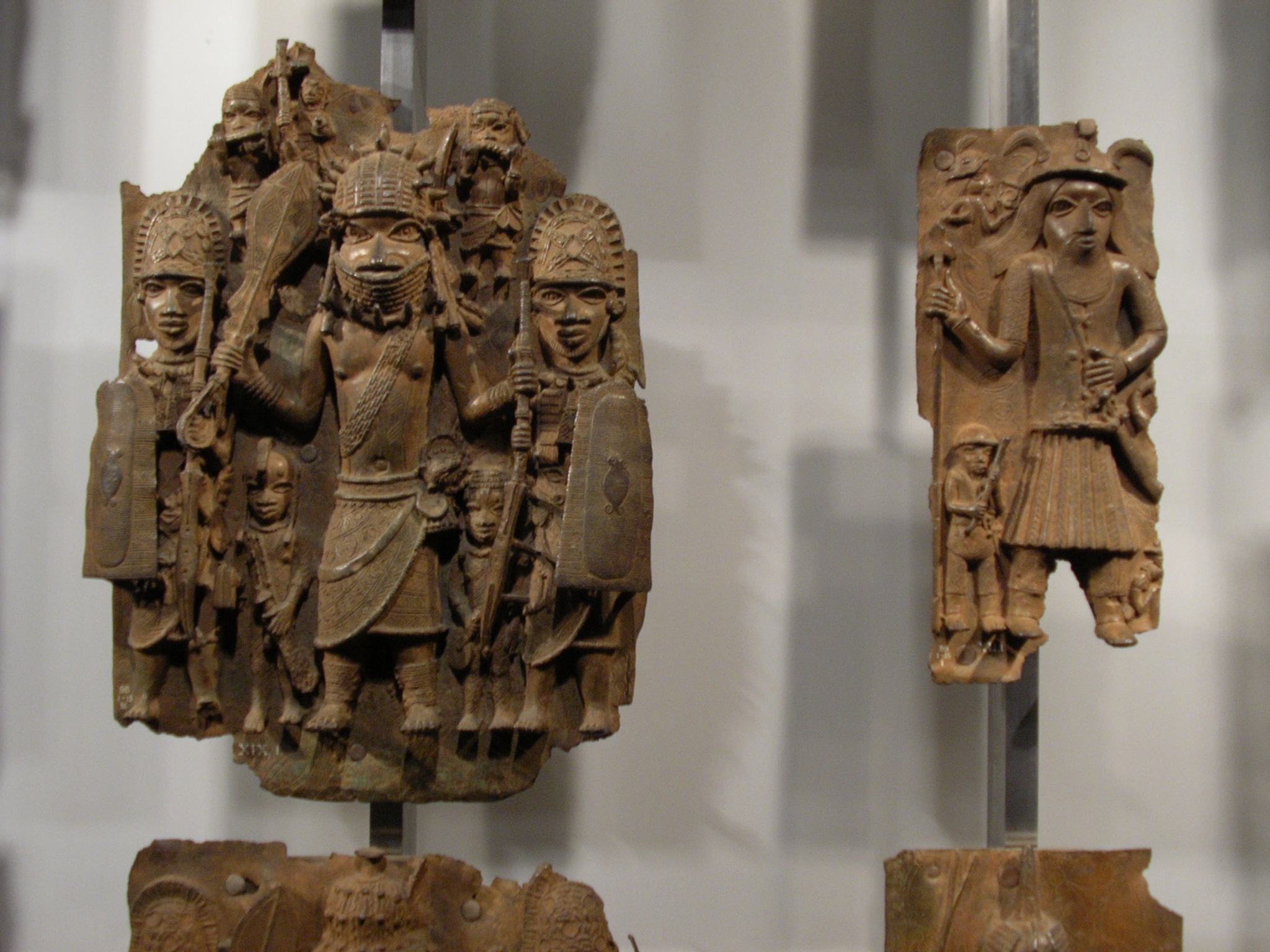
Dos bronzes de Benín, al Victoria and Albert Museum de Londres

Vuit dies després, les notícies van arribar a Londres. De seguida es va organitzar una expedició naval punitiva, dirigida per l'almirall Rawson. Aquesta expedició va saquejar la ciutat de Benín i la va destruir completament. Després de la victòria anglesa, es van endur les obres d'art que decoraven el palau reial i les cases nobles, acumulades durant molts segles. Tanmateix, la versió oficial va dir que aquesta represàlia fou duta a terme perquè les tribus havien emboscat una missió humanitària i pacífica. També afirmava que es va alliberar la població d'un regnat de terror.

### Repartiment per museus i particulars
Els bronzes de Benín que formaren part del botí de l'expedició punitiva de 1897 tingueren diferents destins: una part van convertir-se en peces de la col·lecció privada de diferents oficials britànics; el Foreign Office en vengué una quantitat remarcable, que posteriorment acabaria en diferents museus d'Europa, principalment d'Alemanya i Amèrica. La notable qualitat dels treballs es va reflectir ràpidament en els alts preus que assoliren al mercat. Així mateix, el Foreign Office va donar al Museu Britànic una gran quantitat de plaques de paret de bronze, que representen la història del Regne de Benín als segles xv i xvi. Molts se'n mostren a la secció etnogràfica del museu, i és el Museu de la Humanitat el qui recull la principal col·lecció d'aquestes obres d'art.
L'any 1984, Sotheby's subhastà una placa de Benín, on és representat un músic. El preu de venda es va fixar entre 25.000 £ i 35.000 £ al catàleg de la subhasta.
| Col·leccions museístiques de bronzes de Benín | Col·leccions museístiques de bronzes de Benín                            | Col·leccions museístiques de bronzes de Benín |
| Ciutat | Museu                                                                    | nombre peces                                  |
| --- | ------------------------------------------------------------------------ | --------------------------------------------- |
| Londres | Museu Britànic                                                           | 700                                           |
| Berlín | Ethnologisches Museum                                                    | 580                                           |
| Oxford | Museu Pitt-Rivers                                                        | 327                                           |
| Hamburg | Museum für Völkerkunde, Museum für Kunst und Gewerbe                     | 196                                           |
| Dresden | Staatliches Museum für Völkerkunde                                       | 182                                           |
| Nova York | Metropolitan Museum of Art                                               | 163                                           |
| Filadèlfia | Museum of Archaeology and Anthropology de la Universitat de Pennsilvània | 100                                           |
| Leiden | Rijksmuseum voor Volkenkunde                                             | 98                                            |
| Leipzig | Museum für Völkerkunde                                                   | 87                                            |
| Colònia | Rautenstrauch-Joest-Museum                                               | 73                                            |
| Les col·leccions citades són les col·leccions d'alguns dels museus on es troben peces museístiques originàries de Benín, no és un intent de ser completa, sinó de donar al lector una idea sobre la dispersió d'aquests objectes d'art. Per a una llista més exhaustiva consulteu: Philip J.C. Dark. An Introduction to Benin Art and Technology. 1973. Oxford University Press. ISBN 9780198171911., pàg. 78-81 |                                                                          |                                               |

### Actualitat
Les dues col·leccions d'artefactes de Benín més extenses es troben al Museu Etnològic de Berlín i el Museu Britànic de Londres, mentre que la tercera es troba en diferents museus de Nigèria, sobretot al Museu Nacional de Lagos.
L'estat nigerià, independent des de 1960, ha sol·licitat diverses vegades la devolució dels artefactes d'aquesta col·lecció. El debat sobre la ubicació dels bronzes en relació amb el seu lloc d'origen ha estat un tema envoltat de controvèrsia. S'ha considerat sovint com la icona de la repatriació total del continent africà. El conjunt dels artefactes de l'Imperi de Benín, en el debat internacional sobre la restitució, ha esdevingut un cas força important, equiparable amb altres casos com el de les escultures del Partenó.

## Les peces
L'escultura de Benín és més naturalista que la majoria dels tòtems d'Àfrica. Les superfícies de bronze estan dissenyades per a cercar contrastos amb la ferida de la llum sobre el metall, perceptibles en les polseres de coure, armadures de bronze, i les decoracions del fons, que fan destacar els torsos de les figures rabassudes. Els trets dels caps s'accentuen apartant-se de les proporcions naturals i l'artista les fa molt més grans, exagerant el modelatge dels ulls, nas i llavis, que els dibuixa amb gran cura. El més notable de les peces és l'alt nivell de destresa que assoliren els ferrers de Benín en el complex procés de fosa de la cera perduda. Els descendents d'aquests grans artesans de Benín encara veneren Igue-igha, que va introduir l'art de la fosa a la seva terra, possiblement après dels àrabs a finals del segle xiii.
Un altre aspecte important d'aquestes obres d'art és la seva exclusivitat: La propietat estava reservada per a certes classes socials, cosa que reflecteix l'estricta estructura jeràrquica de la societat de Benín. En general, només el rei podia tenir objectes de bronze i marfil. No obstant això, podria donar permís als caps d'alt rang d'utilitzar, per exemple, màscares penjoll o punys de braç de bronze i marfil. El coral també va ser un material reial i els anells de coll d'aquest material van ser un símbol de noblesa, i eren concedits específicament per l'oba.

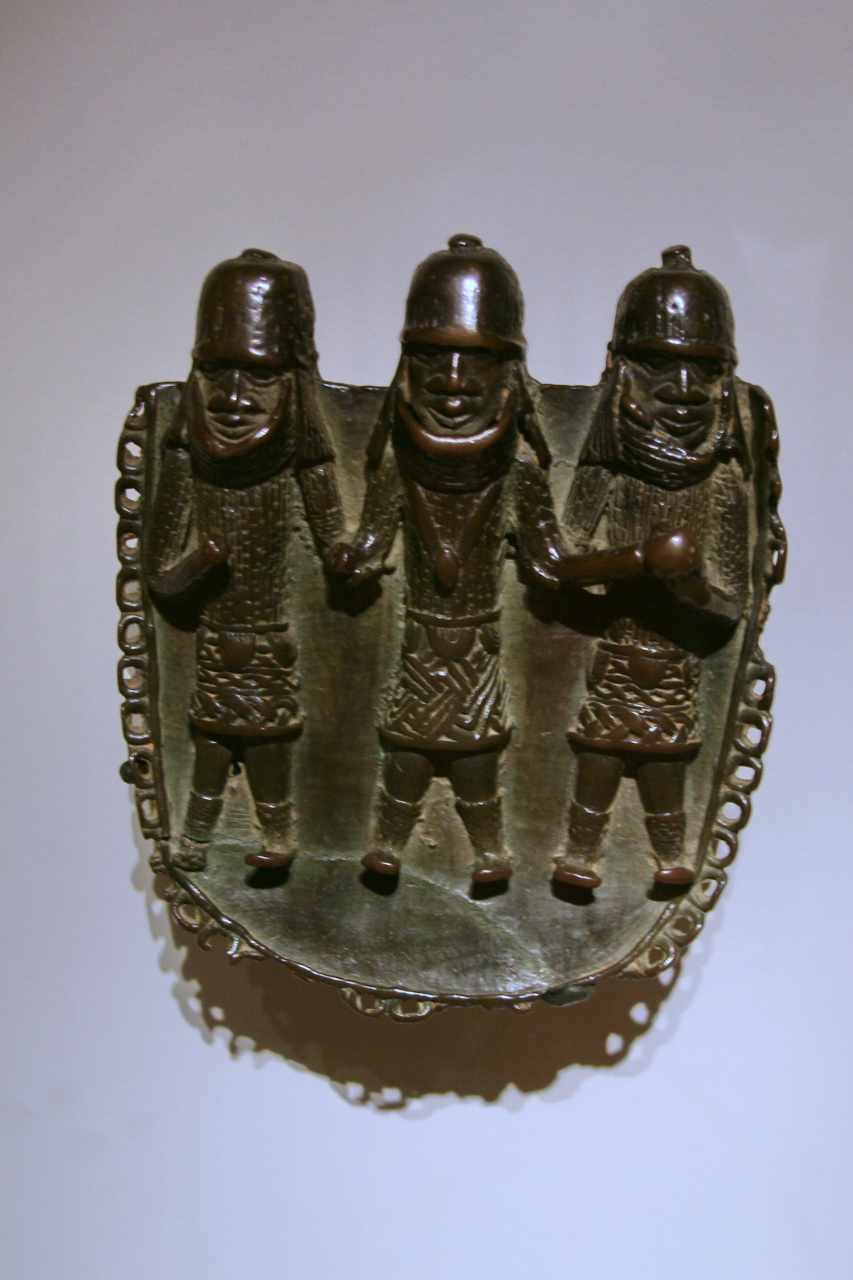
Penjoll, fet d'un aliatge de coure. Es duien als malucs. Es troba al Museu Nacional d'Art Africà

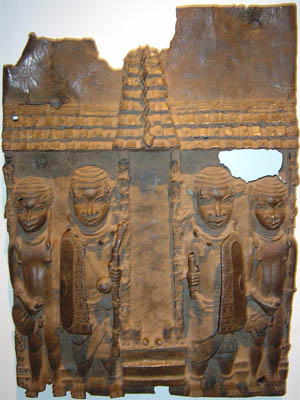
Placa de llautó que representa l'entrada al palau de l'Oba de Benín. Data del, i es troba al Museu Britànic de Londres

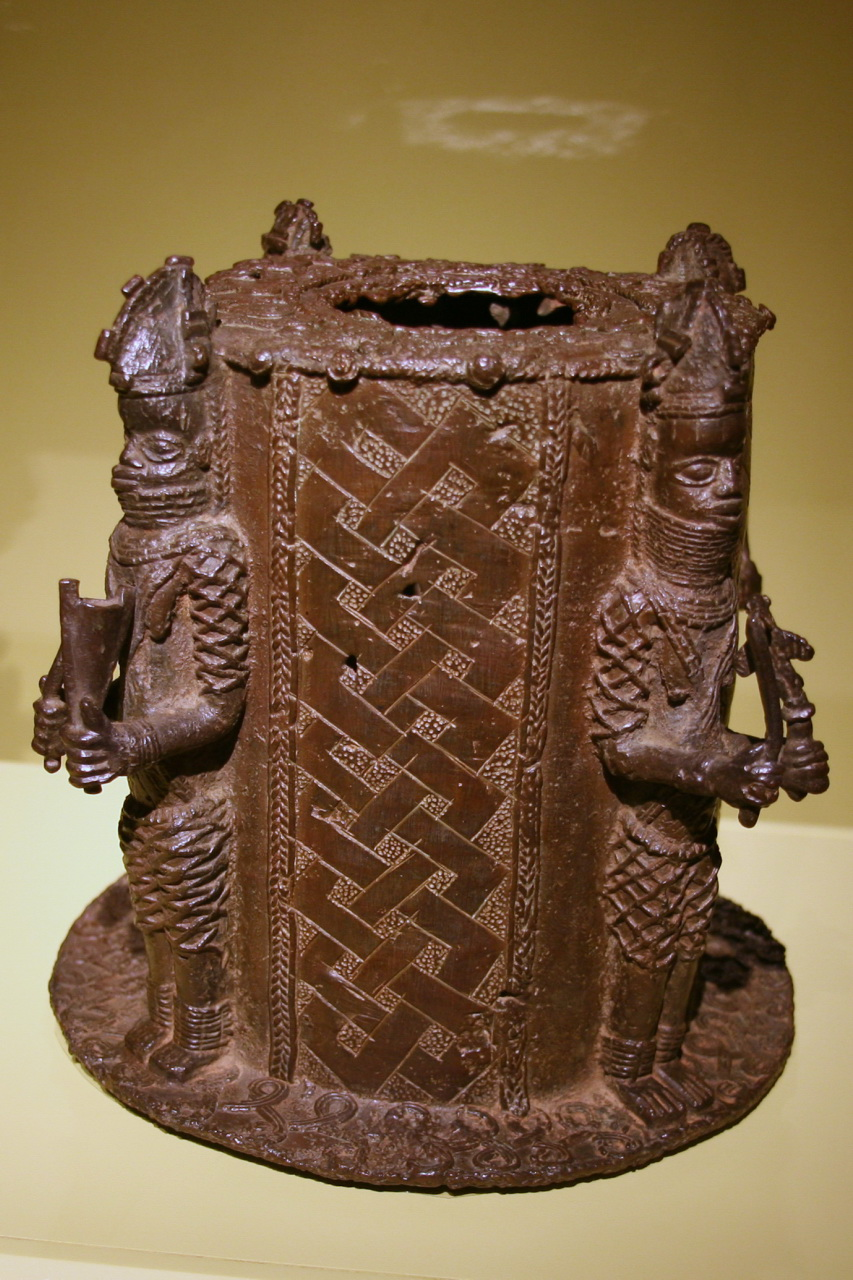
Peu d'altar edo, que data dels segles XVIII i. Es troba al Museu Nacional d'Art Africà

### Temàtica
El bronze (i les talles d'ivori) tenien una varietat de funcions en la vida ritual i cortesana de Benín. Com a art cortesà, el seu objectiu principal era glorificar a l'oba, rei diví, i la història del seu poderós imperi.
L'art de Benín conté una varietat d'objectes, dels quals els relleus de bronze, o llautó, i els caps dels reis són, sens dubte, els més coneguts. Cal no oblidar les impressionants qualitats estètiques, l'originalitat i mestratge artesanal dels recipients de bronze de Benín, campanes, ornaments, joies, i objectes rituals, malgrat que aquests són sovint eclipsats per les obres figuratives en bronze i talles d'ivori.
Els relleus de bronze decoraven els pilars dels patis espaiosos del palau reial. Alguns dels relleus representen importants batalles de les guerres d'expansió del segle xvi. La majoria, però, presenten dignataris de la cort amb esplèndids vestits cerimonials. Gran part de les figures representades en les plaques només es poden identificar per mitjà de les seves vestimentes i atributs, que indiquen la seva funció dins la cort, i no com personatges històrics concrets. Encara que hi ha hagut intents de vincular alguns retrats d'alguns personatges històrics, aquestes identificacions són especulatives i no poden ser verificades. En alguns casos, això també s'aplica a la identificació de la funció del personatge segons la seva vestimenta, que podria no ser concloent.
Els caps de bronze es reservaven per als altars ancestrals. També s'empraven com a base per a ullals d'elefant gravats, que es col·locaven en l'obertura del cap. Tot i mostrar un naturalisme estilitzat, els caps commemoratius del rei, o la reina mare, no són retrats individuals. Més aviat, en són representacions arquetípiques i el seu disseny va anar canviant amb el transcurs dels segles, igual que ocorre amb les insígnies dels reis retratats. Els ullals d'elefants amb talles figuratives, probablement començats a emprar com a element decoratiu al segle xviii, mostren escenes concretes que caracteritzen el regnat d'un rei difunt.
Com a requisit previ de la successió reial, tots els nous oba havien d'instal·lar un altar en honor del seu predecessor. En la creença de Benín, el cap de cada persona és el receptacle del guiatge sobrenatural per al comportament racional. El cap de l'oba és especialment sagrat, ja que la supervivència, la seguretat i la prosperitat de tots els ciutadans edo i les seves famílies depèn de la seva saviesa. En les festivitats anuals per a l'enfortiment del poder místic de l'oba, el rei fa ofrenes rituals en aquests santuaris, que són essencials per a la continuació del regne. La variació estilística d'aquests caps d'altar de bronze és un element tan elemental i evident de l'art de Benín que constitueix la directriu científica principal per a establir-ne una cronologia.
El lleopard és un motiu que es troba representat en molts objectes: és l'animal que simbolitza l'oba. Un altre motiu recurrent és la tríada reial: mostra la figura de l'oba al centre escortat per dos assistents, posant l'accent en el suport d'altres en els quals el rei ha de confiar per governar i exercir les seves funcions.

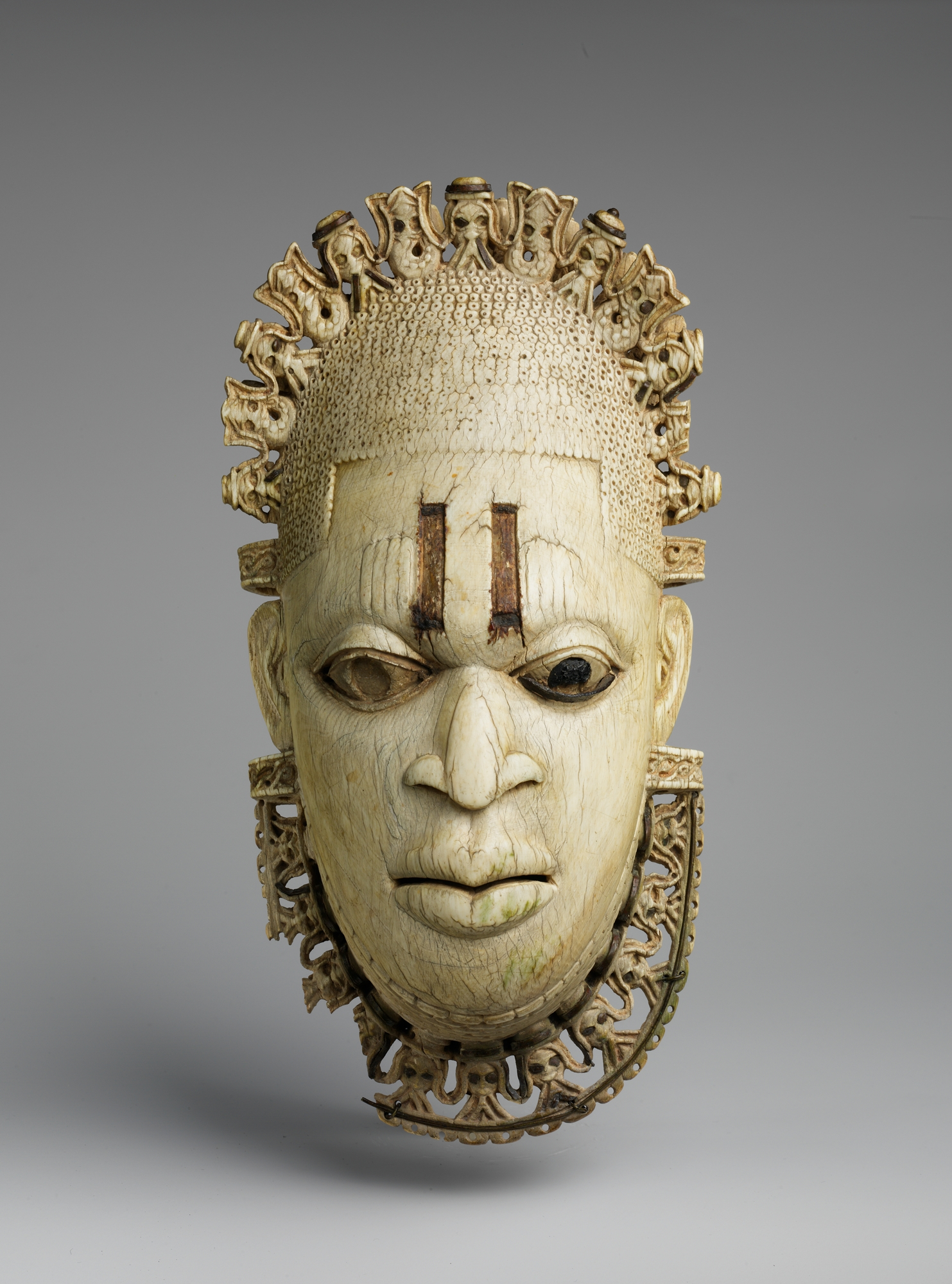
Màscara d'ivori del Regne de Benín. Data del, i es troba al Museu Metropolità d'Art (Nova York, EUA)

### Tècnica
Les peces, malgrat anomenar-se generalment bronzes de Benín, estan fetes de molts materials diferents. A més, n'hi ha que ni tan sols estan fetes de metall. Les peces no metàl·liques de què es va apoderar l'exèrcit britànic estaven fetes, entre d'altres, dels materials següents: fusta, ceràmica, ivori, pell, roba… Els metalls no estaven fets únicament de bronze, sinó també de llautó. Tanmateix, anàlisis metal·lúrgiques han provat que això no és així, mostrant que estan fetes d'un aliatge de coure, zinc i plom en diverses proporcions.
Els objectes de fusta es realitzaven a partir d'un tronc o branca d'arbre amb la tècnica de la talla directa, és a dir, d'una peça cilíndrica que amb eines primitives anaven rebaixant i tallant. Així, l'artista se sotmetia al bloc de fusta que posseïa per aconseguir la forma final de la seva obra. Com que acostumaven a emprar sempre fusta verda acabada de tallar, una vegada finalitzada la peça i per evitar esquerdes en assecar-se, carbonitzaven la superfície, aconseguint gràcies a aquesta acció un gran ajut per a la posterior policromia, que es realitzava amb talls de ganivet i aplicacions de pintura natural junt amb oli de llard vegetal o de palma. Aquest tipus de greixatge, que s'anava realitzant periòdicament, al costat del fum de les habitacions o cabanes, feien adquirir a les escultures de fusta una pàtina d'aparença de metall oxidat.

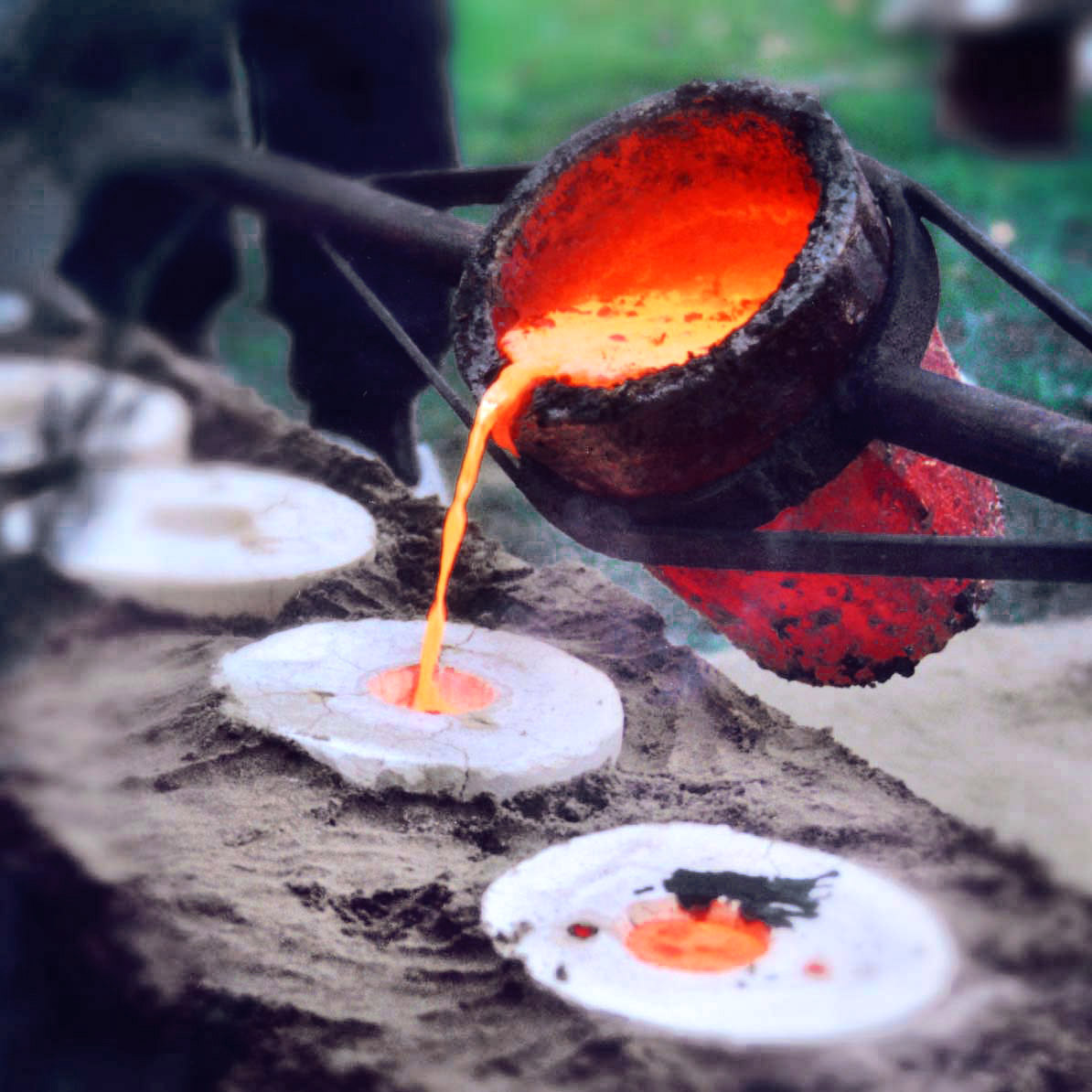
Motlles, dins dels quals s'hi col·loca el bronze fos

L'escultura en bronze de Benín, que va tenir el seu més alt grau de perfecció al segle xv, va ser emprada principalment per a la decoració del palau reial, que contenia nombroses obres d'aquest material. Els artistes de bronze de Benín estaven organitzats en una espècie de gremi sota el mandat reial, i vivien en un barri especial del palau sota el control directe de l'oba. Les obres realitzades amb la tècnica de la cera perduda requerien una gran especialització i la qualitat era més gran quan el rei era més poderós i podia permetre's tenir al seu servei un gran nombre d'especialistes. La tècnica de la fosa a Benín va ser introduïda —segons la tradició— al segle xiii pel fill de l'oni o sobirà d'Ife, que va ensenyar als seus habitants l'art de la fosa del bronze a la cera perduda. Aquests grans artesans desenvoluparen la tècnica fins al punt de fer plaques amb un gruix d'un vuitè de polzada, superant i millorant les tècniques dels grans mestres europeus del Renaixement.

### Exemples de peces
| Peces al Museu Britànic | |
| Relleu de bronze fet amb la tècnica de la cera perduda. De forma rectangular amb ales laterals (en gran part desaparegudes). La superfície de fons està decorada amb patrons de trèvols de quatre fulles estilitzats (fulla de riu) i puntejats. Datada entre els segles xvi i xvii. Oba amb dos assistents, amb els braços recolzats. L'oba porta bandes de granadura sobre el pit nu, al qual s'adjunten mànigues de granadura; la seva faldilla està ornamentada amb caps de cocodrils. Els assistents porten roba amb extrems estesos, collarets amples de granadura, bandes al turmell i barrets punxeguts, amb bandes frontals de granadura. El pit de les tres persones esta marcat amb cicatrius. Al fons, són presents dos parells de caps de cocodrils en relleu. Dimensions: alçada: 48 cm - amplada: 38 cm - profunditat: 8 cm. Peça exposada a la sala 25, Museu Britànic, Londres. Registre: 1898,0115.42 | Relleu de bronze fet amb la tècnica de la cera perduda, de forma rectangular. A la placa hi ha representades cinc figures: en el centre s'hi troba l'oba assegut en el seu tron junt amb dos servidors seus agenollats, i les dues figures de mida més reduïda han estat identificades com dos comerciants portuguesos amb els cabells i els barrets d'estil europeu. Les representacions, de major a menor mida, indiquen la jerarquia dels personatges. Dimensions: alçada: 43,5 cm - amplada: 41 cm - profunditat: 10,7 cm. Peça exposada a la sala 25, Museu Britànic, Londres. Registre: 1898, 0115.23 Arxivat 2010-07-06 a Wayback Machine. |

## Inspiració artística
L'art africà, a més a més de la seva importància inherent a la gent que el va produir, ha inspirat també alguns dels més importants artistes i moviments de l'art contemporani tant d'Europa com d'Amèrica. Els artistes occidentals del segle xx, especialment els fauves (Matisse) i els cubistes (Picasso i Braque) van admirar la importància que es concedeix a l'art abstracte en l'art africà i van veure-hi la justificació de la seva pròpia rebel·lió contra els academicismes tant en la forma com en el color; també a Alemanya els grups Die Brücke i Der Blaue Reiter van cercar la força d'expressió de les màscares africanes, estimulant amb això la seva falta de preocupació pel naturalisme.
Les obres cubistes de Braque, Juan Gris o Picasso van rebre la influència de la geomètrica estilització africana. Moltes màscares o figures antropomorfes africanes transgredeixen la imitació naturalista de motlles naturals preexistents. El rostre perd les proporcions naturals en favor d'una lliure combinació de plans i volums geomètrics. Aquesta descomposició de la figuració clàssica va estimular la creació de les complexes figures cubistes que es mostren des de diverses facetes o angles a la vegada.
El grup dels fauves (Derain, Matisse, Vlaminck) van fer culte al poder expressiu del color. El color no s'afegeix i pigmenta les formes sinó a l'inrevés. La pinzellada delinea la forma, construeix amb línies cromàtiques els volums. En la pintura de màscares i estatuetes africanes, el color és emprat amb tons vius i lliure de tot precepte realista. La llibertat i intensitat cromàtiques africanes van inspirar la bruixeria visual dels exaltats colors fauves.
Els colors estridents o extrems podien expressar també l'exasperació, el dolor i l'angoixa del conflicte social com a Die Brücke, els expressionistes de Dresden (E. L. Kirchner, Erich Heckel, K. Schmidt Rottluff), o en pintors com Ensor i Munch. Der Blaue Reiter, l'altre grup expressionista alemany (integrat per l'alemany Franz Marc, el rus Vassili Kandinski, i el suís Paul Klee), també va professar admiració per l'art no naturalista dels pobles africans i d'Oceania. Una inspiració africana també emergirà en l'escultura de l'italià Amedeo Modigliani o el romanès Constantin Brancusi.